# Хайнрих VII фон Розенберг
Хайнрих VII фон Розенберг (на немски: Heinrich VII von Rosenberg; на чешки: Jindřich VII z Rožmberka; * 15 януари 1496; † 18 август 1526 в Цветл, Австрия) е бохемски благородник от род Розенберг (Páni z Rožmberka, Rožmberkové).
Той е най-малкият син на Вок II фон Розенберг (Vok II z Rožmberka, 1459 – 1505) и съпругата му Маркета фон Гутенщайн (Markéta z Gutenštejna; † 1524). Той е брат на великия приор Йохан III (Jan III z Rožmberka, † 1532), Йост III (Jošt III z Rožmberka, † 1539) и Петер V (Petr V z Rožmberka, † 1545) фон Розенберг.

Между 1511 и 1512 г. той следва в Болоня. Заради преследване от папските войници той прекратява следването си и се връща в Бохемия. Постъпва като наемник във войската на император Максимилиян I.
След смъртта на баща му през 1505 г. той и братята му са под опекунството на бездетния им чичо Петер IV фон Розенберг (Petr IV z Rožmberka, 1462 – 1523). През 1523 г. братята му Йост и Петер определят най-малкият им брат Хайнрих за регент на Розенбергите и искат 1524 г. той да получи собственостите от наследника, брат им Йохан, който ги връща недоброволно.
През пролетта 1526 г. Хайнрих участва с 600 войници кавалеристи в битката при Мохáч (1526). По пътя той се разболява и отива да се лекува в абатство Цветл в Горна Австрия, където умира.

## Фамилия
Хайнрих се жени на 7 ноември 1520 г. за Магдалена фон Щернберг (Magdalena ze Šternberka, † 28 юни 1521) и втори път на 26 ноември 1522 г. за Анна фон Нойхауз (Anna z Hradce, * ок. 1497, † сл. 5 октомври 1570), дъщеря на Хайнрих IV фон Нойхауз († 1507), главен бургграф на Прага. Двата брака са бездетни.